# ジェームズ・セシル (第6代ソールズベリー伯爵)
第6代ソールズベリー伯爵ジェームズ・セシル（英語: James Cecil, 6th Earl of Salisbury、1713年10月20日 – 1780年9月19日）は、イギリスの貴族。1713年から1728年までクランボーン子爵の儀礼称号を使用した。

## 生涯
第5代ソールズベリー伯爵ジェームズ・セシルとアン・タフトン（1757年3月22日没、第6代サネット伯爵トマス・タフトンの娘）の長男として、1713年10月20日に生まれた。ウェストミンスター・スクールで教育を受け、1728年10月9日に父が死去すると、ソールズベリー伯爵の爵位を継承した。
1735年から1780年までハートフォード家令（High Steward of Hertford）を務めた。
1739年に捨子養育院が創設されたとき、理事の1人を務めた。
1745年3月28日、エリザベス・キート（Elizabeth Keet、1776年2月3日没、エドワード・キートの娘）と結婚、1男2女をもうけた。2人の娘とも生涯未婚だった。
- アン（1746年3月 – 1813年6月12日）
- ベネット（1747年6月 – 1769年11月18日）
- ジェームズ（1748年9月4日 – 1823年6月13日） - 第7代ソールズベリー伯爵、後に初代ソールズベリー侯爵に叙爵

1780年9月19日に死去、息子ジェームズが爵位を継承した。1780年9月23日に埋葬された。